# Polonez op. 53 (Chopin)

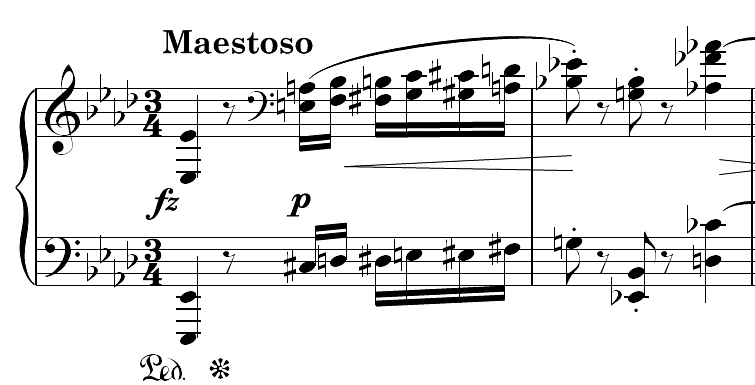
Początek Poloneza

Polonez As-dur op. 53 – polonez Fryderyka Chopina zwany Heroicznym (fr. Polonaise héroïque). Został skomponowany na fortepian solo podczas pobytu w Nohant latem 1842 roku. Utwór jest uważany za ważny symbol polskości. Jest jednym z najbardziej znanych polonezów Chopina i należy do najważniejszych dzieł w repertuarze fortepianowym.
Tempo Poloneza to Alla polacca e maestoso (W tempie poloneza, majestatycznie).

## Pochodzenie nazwy „Heroiczny”

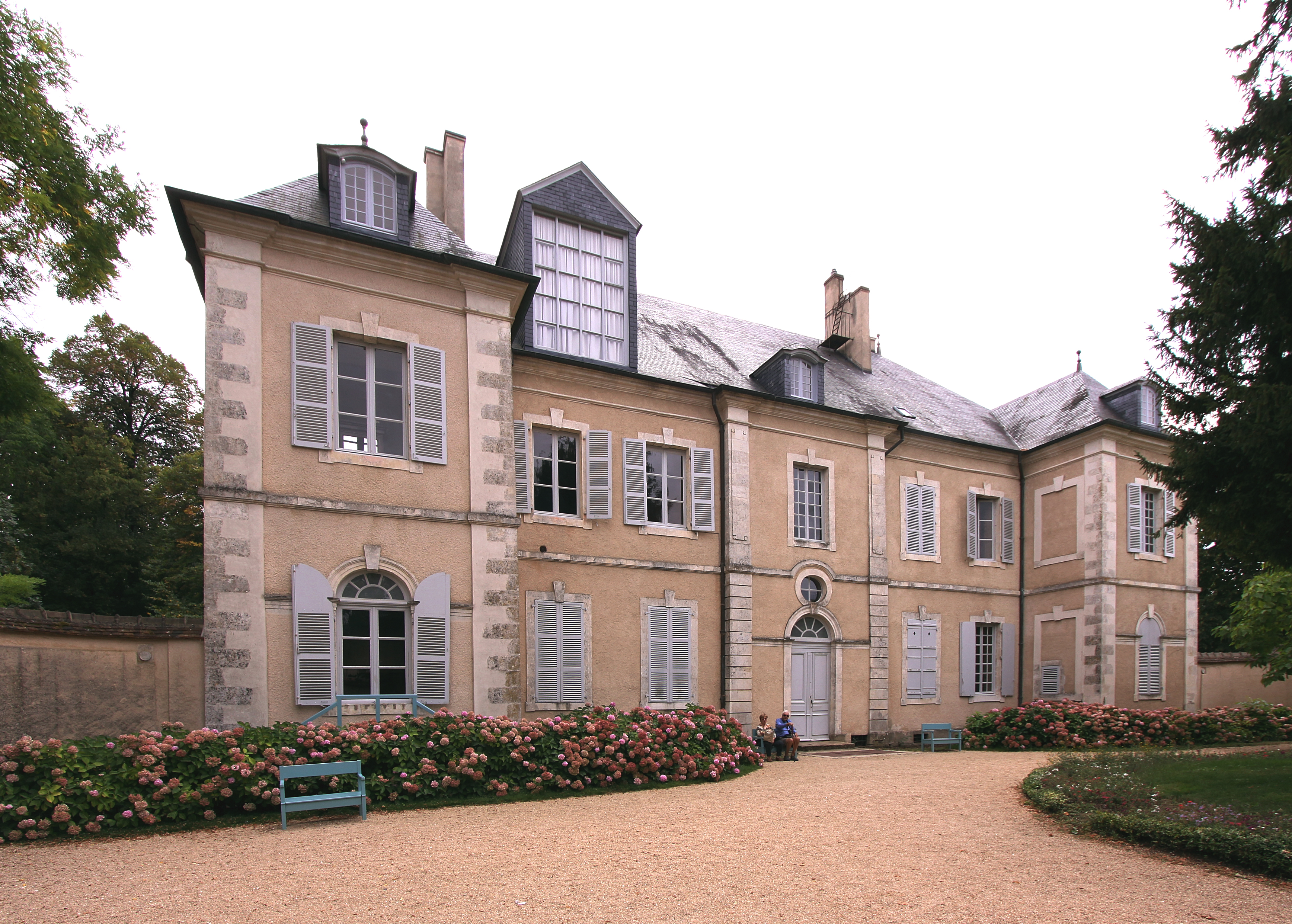
Posiadłość George Sand w Nohant, w której Chopin skomponował utwór latem 1842 roku

George Sand, wieloletnia kochanka i towarzyszka życia Fryderyka Chopina, która spędzała z nim lato 1842 roku w Nohant, podobnie jak i wielu intelektualistów ówczesnych czasów, żywo zareagowała na wydarzenia Wiosny Ludów w 1848 roku. Gdy wydarzenia Wiosny Ludów rozpoczęły się we Francji, kobiety nie posiadały jeszcze żadnych praw, a Sand wierzyła, że te były konieczne dla postępu. W tamtym okresie, Sand założyła własną gazetę która była publikowana przez spółdzielnię robotników, co dawało jej możliwość pisania artykułów o treści politycznej, które wyrażały jej silne przekonania. W jednym z nich napisała: „Nie mogę wierzyć w żadną republikę, która rewolucje rozpoczyna od wybicia swojego własnego proletariatu”. Polonez As-dur Op. 53 Chopina wywarł na niej głębokie wrażenie, pełne symbolizmu, o czym go informowała prowadząc z nim prywatną korespondencję. W jednym z listów, napisała „L'inspiration! La Force! La Vigueur! Il est indéniable qu'un tel esprit doit être présent dans la Révolution française. Désormais cette polonaise devrait être un symbole, un symbole héroïque!”. (tłum. Inspiracja! Siła! Wigor! Nie ma wątpliwości, że taki duch musi być obecny we Francuskiej Rewolucji. Od tej pory ten polonez powinien być symbolem, symbolem heroizmu.) Mimo niechęci Chopina do nazywania swych dzieł, muzycy i w szczególności pianiści połączyli słowo z muzyką, nazywając poloneza „Heroicznym”.

## Aspekty techniczne
- szybkie, pędzące w górę kwarty czyste
- błyskawiczne i trudne oktawy
- tryle z użyciem słabszych palców
- szybkie skale muzyczne
- arpeggia
- rozbite akordy chopinowskie
- wykorzystanie niemal całego zakresu klawiatury fortepianu

Tempo dzieła to Alla polacca e maestoso (W tempie poloneza, majestatycznie). Struktura utworu to A-B-A (trójkowa). Początek utworu trwa około trzydziestu sekund, które składa się z szybko idących w górę dźwięków chromatycznych granych przez obie dłonie pianisty, nadających nastrój poloneza. Pierwszy temat jest nieco taneczny, w skali As-dur. To właśnie w tej części słychać charakterystyczne odbijane oktawy. Temat powtarza się oktawę wyżej z wykorzystaniem krótkich tryli, które wypełniają część ze słyszalnych przerw. Następnie wplecione jest krótkie interludium stworzone z akordów, które prowadzą do powtórzenia tradycyjnej melodii poloneza, wraz z typowym rytmem w akompaniamencie granym lewą dłonią. Temat sekcji A powtarza się raz jeszcze, ustępując miejsca części B. Otwiera ją sześć głośnych akordów granych arpeggio, by szybko wpaść w bardzo delikatne schodzące basowe oktawy ostinato w E-dur i później w Es-dur (zapisane jako Dis-dur). Melodia podobna do marszu brzmi po oktawach, i ta cała sytuacja powtarza się łącznie 2 razy. Sekcja B kończy się długim lirycznym interludium akordów harmonicznych i częstych modulacji. Kończy się pasażem schodzącym w niższe dźwięki, następnie cała sekcja A się powtarza. Tym razem grana jest jednak głośniej i dramatyczniej, kończąc się kodą zawierającą materiał z tematu głównego. Typowe wykonanie tego poloneza zajmuje około siedmiu minut.

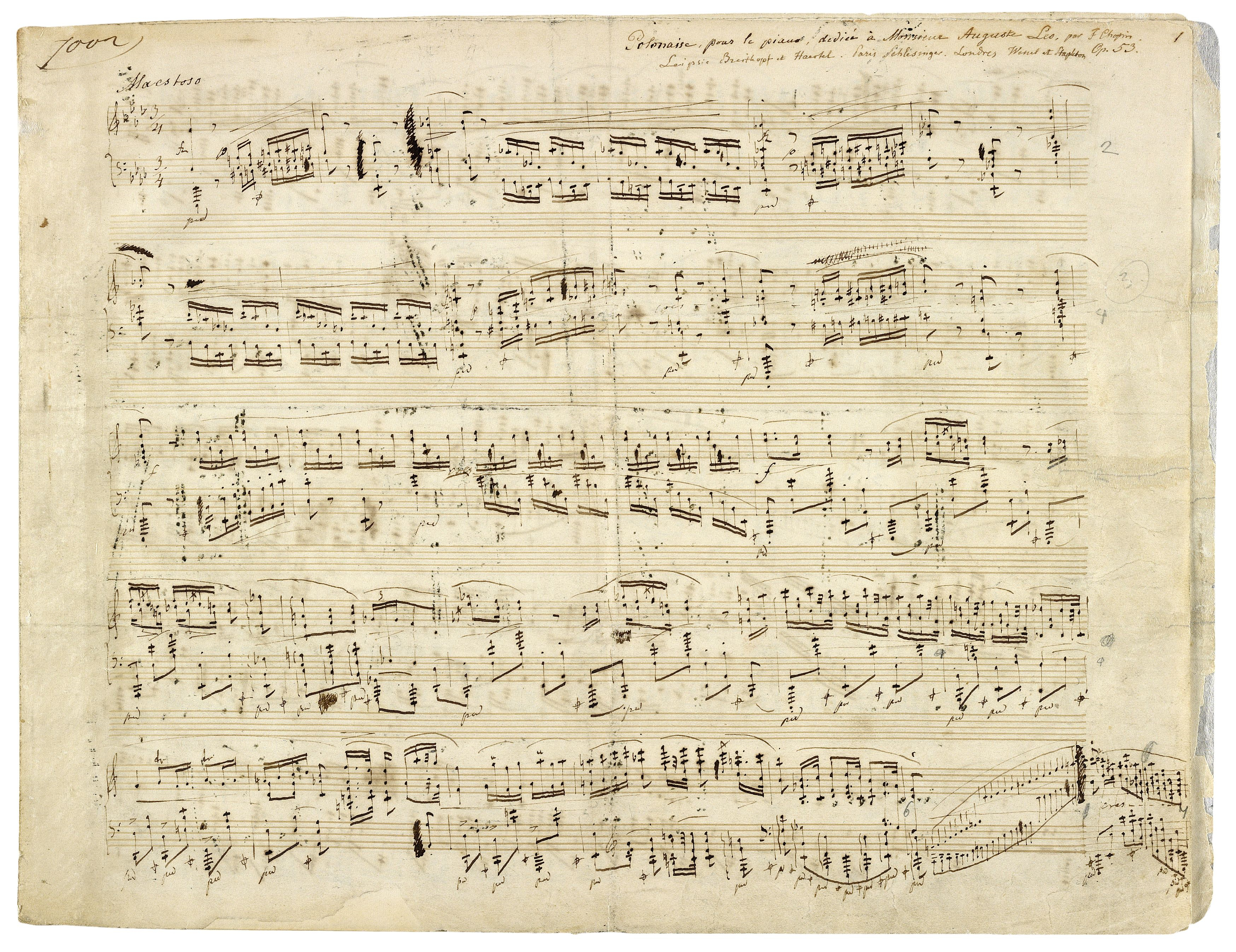
Rękopis Poloneza As-dur